# Lizums
Lizums ist eine Siedlung und Hauptort der Gemeinde Lizums im livländischen Bezirk Gulbene mit 1414 Einwohnern.

## Etymologie
In der lettischen Sprache ist lizums ein hochgewachsener Mensch; es ist also anzunehmen, dass die ersten Einwohner der Gemeinde hochgewachsen waren. Eine andere Theorie ist, dass der Name mit der Tätigkeit der Menschen zusammenhängt. Früher gab es hier sehr viele Wälder. Um das Land urbar machen, ließ man eine Rodung (līdums) entstehen, die im ansässigen Dialekt līzums genannt wurde.

## Geschichte
Die Siedlung wurde nach der Eröffnung der 1916 stillgelegten Eisenbahnstrecke Ieriķi – Gulbene um das Gutshaus Lisohn gebaut. 1933 erhielt Lizum den Status eines dicht besiedelten Dorfes.

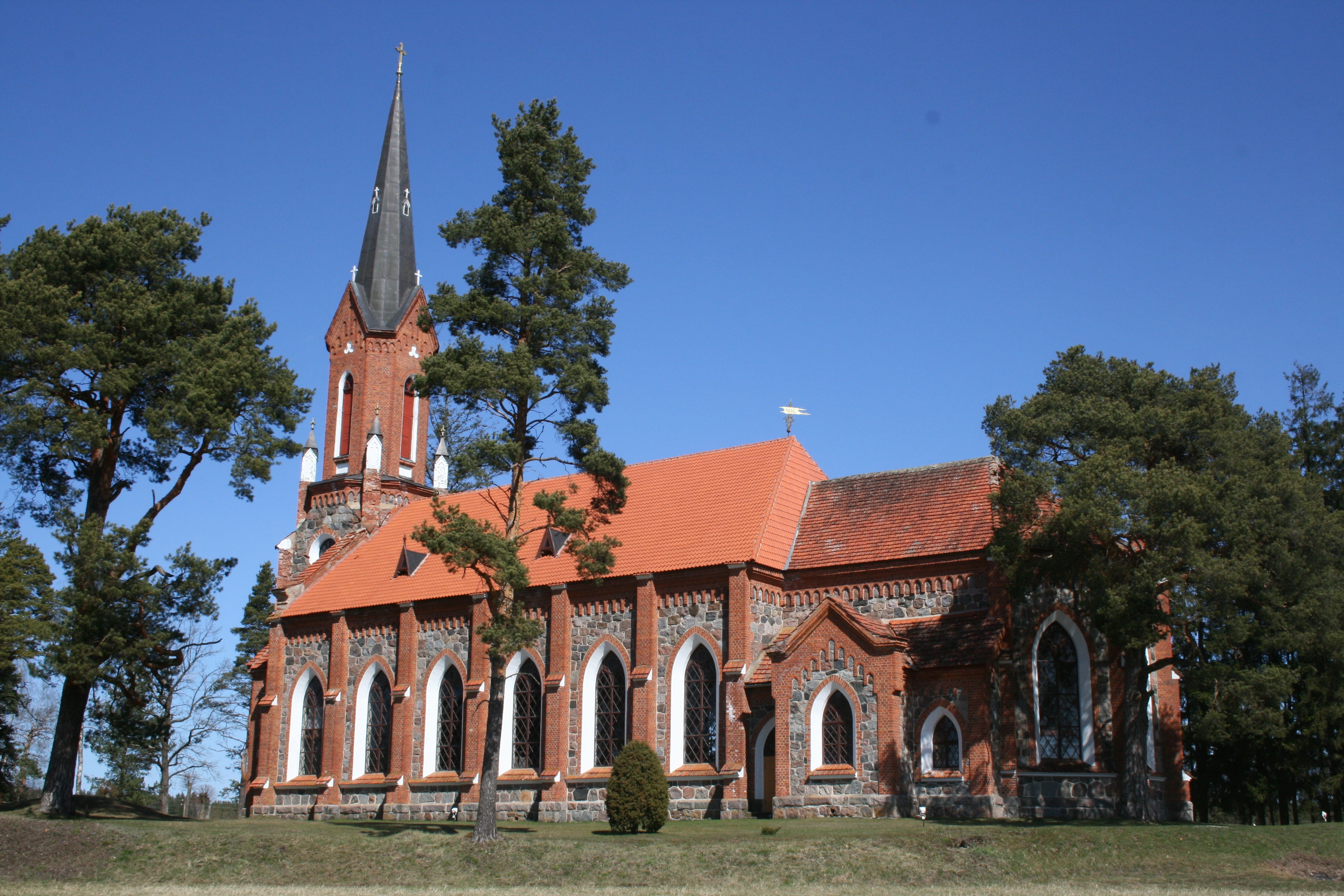
Kirche von Velena

## Institutionen
Lizum hat eine Gemeindeverwaltung, eine weiterführende Schule, ein Kulturhaus, eine Bibliothek, ein Heimatmuseum, eine Post, eine Apotheke. Zu den Sehenswürdigkeiten zählen das Familienhaus „Saulieši“ von Jānis Brekte, das Mitte des 19. Jahrhunderts im Stil der Tudorgotik erbaute Herrenhaus Lisohn und die Skulptur Nationalität von Lea Davidova-Medene.
Die lutherische Kirche im Ortsteil Velena der Gemeinde Lizums wurde von 1896 bis 1898 im neugotischen Stil errichtet.

## Infrastruktur
Lizums liegt an der Staatsstraße 38 von Cesvaine nach Velēna. Die Hauptstadt Riga ist etwa zweieinhalb Stunden entfernt.